# Per Leonard Scherini
Per Leonard Scherini, född 29 oktober 1772 i Södra Vi församling, Östergötlands län, död 1 december 1848 i Kullerstads församling, Östergötlands län, var en svensk präst.

## Biografi
Scherini föddes 1772 i Södra Vi församling. Han var son till bonden Benjamin Knutsson och Catharina Jönsdotter i Skärstads församling. Scherini blev höstterminen 1795 student vid Uppsala universitet och prästvigdes 14 december 1797. Han avlade pastoralexamen 23 november 1804 och blev 9 december 1819 komminister i Vånga församling, tillträde 1821. Den 29 september 1827 blev han vikarierande pastor och 25 november 1829 kyrkoherde i Kullerstads församling, tillträde 1831. Han avled 1848 i Kullerstads församling.

### Familj
Scherini gifte sig 1815 med Anna Lovisa Heller (1788–1857). Hon var dotter till kyrkoherden i Misterhults församling. De fick tillsammans barnen konsulen Joseph Leonard Scherini (1816–1894) i Norrköping, kyrkoherden Hampus Scherini i Östra Husby församling, Maria Lovisa Scherini (1819–1895) som var gift med bankdirektören Carl Olof Wilhelm Sandberg i Norrköping, rådmannen Paul Alfred Scherini (1820–1903) i Norrköping, Anna Charlotta Scherini (1822–1838), Carl Oscar Scherini (1824–1905) i Norrköping och Christina Dorothea Paulowna Eugenia Scherini (1827–1903).